# ウィリアム・オールド

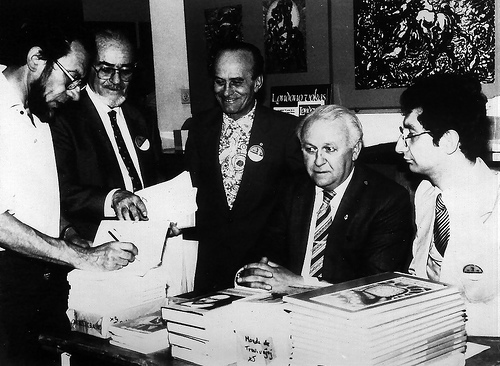
ウィリアム・オールド

ウィリアム・オールド（William Auld, 1924年11月6日 - 2006年9月11日）はスコットランドの詩人。クラックマナンシャイアのドラーに住んでいた。リセの副学園長を務める一方、闊達なエスペランティストでもあり、エスペラントで多くの著作を残した。
1937年にエスペラントを学び始めたが、普及活動に熱心になったのは1947年である。
オールドはいくつもの雑誌に執筆した。オールドが執筆した雑誌は"Esperanto en Skotlando"（1949年 - 1955年）、世界エスペラント協会のエスペラント(1955年 - 1958年, 1961年 - 1962年)、"Monda Kulturo" (1962年 - 1963年)、"Norda Prismo"（1968年 - 1972年）、"La brita esperantisto"（1973年 - 1999年）、"Fonto" (1980年 - 1987年)など多岐にわたる。1998年まで"Monato"の見出しの編集を受け持った。1977年から1980年まで世界エスペラント協会の副会長を務め、1979年から1983年までアカデミーオ・デ・エスペラントの議長を務めた。また、エスペランタ・ペン-ツェントロの名誉会長でもあった。
オールドが集めた膨大な数のエスペラント文学の書籍はスコットランド国立図書館が所蔵している。
1999年、2004年、2006年にはノーベル文学賞にノミネートされた。

## 著作

### 詩作集
- Spiro de l' pasio （granda poemo en "Kvaropo", 1952年）
- La infana raso （1956年）
- Unufingraj melodioj （1960年）
- Humoroj （1969年）
- Rimleteroj （マージョリー・ボールトンと共著, 1976年）
- El unu verda vivo （1978年）
- En barko senpilota （1987年）
- Unu el ni （1992年）

#### 詩選集
- Angla antologio 1000-1800 （詩歌の編集, 1957年）
- Esperanta antologio (Poemoj 1887-1957) （1958年/1984年）
- 25 jaroj （詩歌の編集, 1977年）
- Skota antologio （共同編集, 1978年）
- Sub signo de socia muzo （1987年）
- Nova Esperanta Krestomatio （1991年）
- Plena poemaro: Miĥalski （編集, 1994年）
- Tempo fuĝas （1996年）

#### 和訳詩集
- 『ウィリアム・オールド詩集―エスペラントの民の詩人』臼井裕之訳、ミッドナイト・プレス 発行（2007年）、ISBN 978-4434107047。

### 翻訳

#### 英語からの翻訳
- La balenodento , ジャック・ロンドン （1952年）
- Epifanio , シェークスピア （1977年）
- La urbo de terura nokto , ジェームス・トムソン （1977年）
- Don Johano, Kanto 1 , ジョージ・ゴードン・バイロン （1979年）
- La robaioj de Omar Kajam , エドワード・フィッツジェラルド （1980年）
- La sonetoj , シェークスピア （1981年）
- Fenikso tro ofta , クリストファー・フライ （1984年）
- Montara vilaĝo , Chun-chan Je （1984年）
- La graveco de la Fideliĝo , オスカー・ワイルド （1987年）
- La komedio de eraroj , シェークスピア （Asen M. Simeonovと共訳, 1987年）
- Omaĝoj. Poemtradukoj （1987年）
- Gazaloj , ハフェズ （1988年）
- Spartako , レスリー・ミッチェル （1993年）
- La stratoj de Aŝkelono , ハリー・ハリソン （1994年）
- Teri-strato , ダグラス・ダン （1995年）
- 『旅の仲間』La kunularo de l' ringo , トールキン （1995年）
- 『二つの塔』La du turegoj , トールキン （1995年）
- 『ホビットの冒険』La hobito , トールキン （詩と歌; クリストファー・グレドヒルと共訳, 2000年）

#### スコットランド語からの翻訳
- Kantoj, poemoj kaj satiroj, ロバート・バーンズ・ウッドワード （レート・ロセッティと共訳, 1977年）

#### スウェーデン語からの翻訳
Aniaro, ハリー・マルティンソン （ベルティル・ニルソンと共訳, 1979年）

### 歌集
- Floroj sen kompar' （マーガレット・ヒルと共著, 1973年）
- Kantanta mia bird' （マーガレット・ヒルと共著, 1973年）
- Dum la noktoj （マーガレット・ヒル、デービット・ヒルと共著, 1976年）

### 教科書
- Esperanto: A New Approach （1965年）
- Paŝoj al plena posedo （1968年）
- A first course in Esperanto （1972年）
- Traduku!  （1993年）

### 著書目録
- Bibliografio de tradukoj el la angla lingvo （1996年, E. Grimley Evansと共同）

### 随筆集
- Facetoj de Esperanto （1976年）
- Pri lingvo kaj aliaj artoj （1978年）
- Enkonduko en la originalan literaturon de Esperanto （1979年）
- Vereco, distro, stilo （1981年）
- Kulturo kaj internacia lingvo （1986年）
- 『エスペラント現象』 La fenomeno Esperanto （1988年）
- La skota lingvo, hodiaŭ kaj hieraŭ （1988年）

### 混合
- Pajleroj kaj stoploj : elektitaj prozaĵoj （1997年）

### 記念本
- Lingva Arto. Jubilea libro omaĝe al William Auld kaj Marjorie Boulton. ヴィルモシュ・ベンツィク, (1999年, red.), ロッテルダム: 世界エスペラント協会, 217 p. ISBN 92-9017-064-6